# Phyllis Hartnoll
Phyllis Hartnoll (n. 22 septembrie 1906 - d. 8 ianuarie 1997) a fost o poetă, autoare și editoare britanică.